# 洛克斯特格罗夫镇区 (艾奥瓦州杰斐逊县)
洛克斯特格羅夫鎮區（英語：Locust Grove Township）是位於美國愛荷華州傑佛遜縣的一個行政鎮區。

## 地方資料
根據2010年美國人口普查的數據，洛克斯特格羅夫鎮區的面積為95.50平方千米，當中陸地面積為95.11平方千米，而水域面積為0.39平方千米。當地共有人口768人，而人口密度為每平方千米8.04人。